# Josef Schmid (Geograph)
Josef Schmid (* 13. August 1898 in Freiburg im Breisgau; † 12. Oktober 1978 in Mainz) war ein deutscher Geograf. 1946 bis 1947 war er der eingesetzte Gründungsrektor der Johannes Gutenberg-Universität Mainz.

## Leben
Schmid studierte in Wien sowie Freiburg a. B. und promovierte dort 1924 über Hydrologische und kleinmorphologische Studien am Schwarzwaldrand. Er war dann u. a. Mitarbeiter an der Universität Freiburg im Breisgau und arbeitete für Verlage ab 1934 in Berlin. Im Zweiten Weltkrieg wurde er in Berlin als wiss. Hilfsreferent zum Dienst im Auswärtigen Amt verpflichtet. Schmid war als Mitglied der Zentrumspartei in Freiburg als Gegner des Nationalsozialismus vor 1933 bekannt. Er stand in Kontakt zu Joseph Wirth. Von 1946 bis 1966 war er Ordentlicher Professor für Geographie an der Universität Mainz. Die Berufung erfolgte ohne Habilitation durch die französische Besatzungsmacht. Am 1. März 1946 ernannte ihn sein Förderer General Raymond Schmittlein zum Rektor der neu zu gründenden Universität. Das Gründungsrektorat endete auf französischen Druck 1947 nach einer Affäre wegen Auseinandersetzungen um die Rektorkompetenzen. Schmid erhielt einen Ehrendoktortitel der kath. Theologischen Fakultät in Mainz. Von Januar 1949 bis Dezember 1952 lief ein Disziplinarverfahren gegen ihn, in dem es um die Rechtmäßigkeit seiner Professur ging. Schmid wurde erst suspendiert, dann voll rehabilitiert.

## Schriften (Auswahl)
- Klima. Boden und Baumgestalt im beregneten Mittelgebirge. Ein Beitrag zum Wasserhaushalt & zur Oberflächengestaltung, Neumann 1925.
- Wollen und Ziele der neuen Hochschule. Mainz 1946.